# Rusa I

Het okergele gebied duidt Urartu aan onder koning Rusa I. Het lichtgele duidt op de veroverde gebieden. In het zuidwesten is duidelijk te zien dat de Assyriërs dit deel hebben ingenomen (paars).

Rusa(s) I of Rousa I was de zevende koning van Urartu en regeerde van 735 tot 714 v.Chr. Hij volgde zijn vader, Argishti I, op.
Rusa I erfde van zijn vader een compleet verwoest rijk, dat hij weer moest opbouwen tijdens een periode van relatieve vrede met de Assyriërs. Het geweld laaide echter snel weer op, nadat Sargon II in Assyrië aan de macht kwam.
De eerste veldtocht van Sargon II tegen Urartu, in 719 v.Chr., deed alle inspanningen van Rusa I teniet. De oorlog tussen Urartu en Assyrië bereikte zijn hoogtepunt met de zogenaamde Achtste Veldtocht van Sargon II in 714 v.Chr. Een deel van het westen van het rijk werd ingenomen door Assyrische troepen. De grote Urartese citadellen konden echter niet veroverd worden, en dus kon Sargon II slechts een klein deel van het rijk innemen. Daarom ging noch de dynastie, noch Urartu ten onder, toen Rusa I in 714 v.Chr. tijdens de oorlog stierf.
Zijn zoon Argishti II volgde hem op.
Aramu · Sardur I · Ishpuinis · Menuas · Argishti I · Sardur II · Rusa I · Argishti II · Rusa II · Sardur III · Sardur IV · Erimena · Rusa III · Rusa IV